# Piet Pienter en Bert Bibber
Piet Pienter en Bert Bibber is een Belgische stripreeks bedacht door Pom, die liep van 1951 tot en met 1995. De reeks begon in Het Handelsblad, maar belandde later in de Gazet van Antwerpen. Ze kende een groot succes in Vlaanderen. Er werden in totaal ruim 4 miljoen albums verkocht. De luisteraars van Radio 1 verkozen de reeks tot de allerbeste stripreeks. Het album Avontuur in San Doremi stond in de top vijf van beste Belgische stripverhaal, na strips van De Kiekeboes, Suske en Wiske, Jommeke en De avonturen van Kuifje.

## Inhoud
De avonturen spelen zich af van ongeveer 1950 tot 1995 (de verschijningsperiode van de reeks). De hoofdpersonages wonen in Antwerpen, maar hun reislust brengt hen zowat overal ter wereld. Vooral het Oostblok is een populaire bestemming door de invloed van de Koude Oorlog, maar ook Zuid-Amerika wordt vaak bezocht. De auteur vermeldt of tekent zichzelf geregeld; dit is kenmerkend voor de droge humor doorheen de albums.
Piet en Bert winnen altijd van hun tegenstanders, maar meestal is het commissaris Knobbel die met de eer gaat lopen. Reeds in het eerste Gazet van Antwerpen-album ontmoeten ze de schatrijke Amerikaanse Susan die een jacht bezit, waarna Piet en Bert samen met haar de wereld rondreizen. Voorts zijn er drie geleerden met wie Piet Pienter en Bert Bibber bevriend zijn: Kumulus, Hilarius Warwinkel en Eusebius Snuffel. Door deze geleerden en hun uitvindingen komen Piet en Bert vaak in de problemen. Ook zijn ze, via Susan, bevriend met president Alfredo Tranquila, die het fictieve Zuid-Amerikaanse land San Doremi regeert. Daar krijgen ze echter te maken met het vijandige buurland Bombilla, dat wordt geregeerd door de dictator Carne de Cordero. Beide landen en personages keren geregeld terug in de verhalen.

## Personages

### Hoofdpersonages
- Piet Pienter, titelpersonage, rustig type
- Bert Bibber, titelpersonage, opvliegend type
- Susan Darling, rijke en knappe vrouw
- Professor Kumulus, uitvinder
- Theo Flitser, journalist
- Commissaris Knobbel, politiecommissaris
- Hilarius Warwinkel, uitvinder
- Professor Snuffel, archeoloog

### Nevenpersonages
- Stanske, huishoudster van Kumulus
- Alfredo Tranquilla, president van San Doremi
- Domingo Sabado, politiehoofd van San Doremi
- Julio Agosto, directeur van de staatsgoudmijnen van San Doremi
- Generaal Carne de Cordero, dictator van Bombilla
- Emir Ibn ben Zhine, emir van Akhabakhadar
- Jacobus Slurf, meester-inbreker
- Pino Rossa, internationale spion
- Madam Klakson, huishoudster van Warwinkel
- Willibaldus Van Bruin, raketgeleerde
- J.B. Blinkstein, diamantair
- Philomena Happelspijs

## Publicatiegeschiedenis

### Pom (1951-1995)
In 1950 begon bedenker Pom bij de Belgische krant Het Handelsblad. Op 16 april 1951 werd het eerste verhaal, Het vredeswapen, uit deze reeks gepubliceerd in diezelfde krant. Hier maakte Pom negen verhalen, waarna hij overstapte naar Gazet van Antwerpen. De verhalen uit Gazet van Antwerpen werden ook als album uitgegeven door De Vlijt. De titels die in Het Handelsblad verschenen, zijn echter zelden in albumvorm verschenen.
Dit was de enige stripreeks van bedenker Pom. Pom liet zich in zijn vroege carrière inspireren door Hergé en Willy Vandersteen.
Van 1955 tot en met 1973 verschenen 29 albums in de eerste editie. Van 1975 tot en met 1986 verschenen er 41 albums in de heruitgave. Die albums verschenen in zwart-wit. Vervolgens verschenen er bij Uitgeverij J. Hoste een aantal albums in kleur van 1986 tot 1990. In 1986 speelden Poms personages een gastrol in Marsmannen van Venus, uit de reeks Merlina. In 1990 tekende Pom zijn figuren als gastpersonages in het album De valse Basuras uit de stripreeks Harry Humus van Danny De Haes. In 1993 wou Pom de reeks aan De Haes overdragen, maar omdat de samenwerking bij dit ene album zo stroef liep, is dit uiteindelijk niet doorgegaan.
Van 1990 tot en met 1995 gaf Keesing een aantal albums in zwart-wit uit. Ook verscheen het voorlaatste verhaal, Vakantie in Pandorra, oorspronkelijk hier. Vanaf 1995 verschenen de verhalen uit Gazet van Antwerpen opnieuw, door uitgeverij De Standaard N.V.. Hier verscheen het laatste verhaal Susan bij de Knobbelgilde in 1995, en de albums werden bij deze uitgeverij heruitgegeven tot en met 2003.

### Latere heruitgaven en hommages
Na zijn laatste album vroeg Pom aan Ben Seys om de reeks verder te zetten. Pom keurde echter zijn scenario niet goed. In 2014 werkte Seys nog steeds aan nieuwe verhalen. In 2002 bracht Brabant Strip Magazine een hommage aan Pom, door hun magazine in de vorm van een album van Piet Pienter en Bert Bibber uit te geven. Dit kreeg de naam In het spoor van Pom, verwijzend naar het album In het spoor van Sherlock Holmes. Sinds 2006 werden de albums heruitgegeven door Uitgeverij 't Mannekesblad. Ook verschenen bij deze uitgeverij een paar verhalen uit Het Handelsblad in albumvorm. De covers werden hertekend door Seys. In 2009 verscheen er, ter gelegenheid van de negentigste verjaardag van Pom, een speciaal boekje bij 't Mannekesblad, getiteld Zonder Punt Of Komma Door Commissaris Knobbel. Dit boek komt voor in het album Systeem Kleerkast, en deze werden dan ook samen uitgegeven.
In 2010 verscheen de hommage Avontuur in de 21ste eeuw. Dit verhaal is getekend door Tom Bouden, en ook het scenario was van hem. Het moest echter aan een paar voorwaarden voldoen. Voor Pom mocht het slechts eenmalig zijn en mocht het geen volwaardig avontuur zijn. Bouden heeft het getekend in de stijl van zijn album Paniek in Stripland, waar Piet, Bert en Susan een cameo in spelen. Avontuur in de 21ste eeuw is in zwart-wit verschenen, analoog aan de verhalen van Piet Pienter en Bert Bibber. Het werd niet bij 't Mannekesblad uitgegeven zoals de albums uit de reguliere reeks, maar bij Uitgeverij Nouga. In 2011 verscheen de hommage Op het spoor van Pom, getekend door zestig verschillende tekenaars. Het scenario werd opnieuw door Bouden verzorgd. Dit album werd wel uitgegeven bij 't Mannekesblad.
Pom overleed op 2 mei 2014. Uitgeverij 't Mannekesblad gaf al eerder albums uit en had hierover sinds 2011 een contract met Pom. Na zijn overlijden wilden zijn erfgenamen dat contract ontbinden waarna het op 20 december 2016 tot een proces kwam. 't Mannekesblad tekende beroep aan tegen het vonnis waarna het Hof van beroep in Antwerpen het eerste vonnis op 25 juni 2018 bevestigde. Hierdoor mag 't Mannekesblad sindsdien geen albums van deze stripreeks meer heruitgeven. Op 16 november 2019 bracht Gazet van Antwerpen uitzonderlijk opnieuw een album uit, ter gelegenheid van de honderdste verjaardag van Pom. Dit album was Avontuur in San Doremi. Daarnaast startte er op die dag een tentoonstelling in de bibliotheek van Nijlen over Pom. In 2020 verscheen er een illegale bundeling van alle aankondigingsstroken.
Vanaf 2020 bracht Standaard Uitgeverij de reeks opnieuw uit als integralen. In totaal werden er elf integralen uitgebracht. De eerste bevat de eerste vijf verhalen, alle volgende vier. Standaard Uitgeverij beperkte zich tot de 45 albums uit de hoofdreeks. De integralen verschenen met de albums in zwart-wit en een dossier met achtergrondinfo in kleur. In 2020 werden er vier uitgegeven, in 2021 ook vier en tot slot in 2022 drie. Tevens bracht Standaard Uitgeverij eerder ook al drie albums opnieuw uit. Het ging over Avontuur in San Doremi, Storm over Akhabakhadar en De anti-zwaartekracht-generator. Deze konden enkel op 16 november 2019 gekocht worden bij Veilinghuis Bernaerts, waar er een veiling plaatsvond over Piet Pienter en Bert Bibber. Later kregen ook Herrie om Carolus Magnus, De barbier van Bombilla en De dubbel-koolzure-soda-bom zo'n uitgave, na de veiling van de desbetreffende verhalen. In 2021 bracht de uitgeverij een hommagealbum, getiteld De geniale soepselder, uit, die werd gemaakt door Charel Cambré en Marc Legendre. De stalen zeemeermin kreeg in 2022 een speciale uitgave met een nieuwe cover van Cambré, mogelijk een voorbode van een integrale uitgave van de reeks uit Het Handelsblad.

### Vertalingen
In 1965 kreeg Pom van de Duitse uitgeverij Bastei-Verlag de aanbieding om zijn verhalen in het Duits uit te geven. Willy Vandersteen, de auteur van onder andere Suske en Wiske en Bessy, stak hier echter een stokje voor. Hij werd namelijk ook in het Duits uitgegeven bij deze uitgeverij, en zou vertrekken bij Bastei-Verlag als ze ook Piet Pienter en Bert Bibber zouden uitgeven. Hierdoor werd de reeks niet vertaald, tot in 2016.
In 2016 verschenen er namelijk een Spaanse, Italiaanse, Duitse, Engelse en Franse vertaling van Avontuur in San Doremi, respectievelijk getiteld Aventura en São Dorêmi (Leo Listo y Tom Temblor), Avventura in San Doremi (Roberto Rosso e Stefano Stupido), Abenteuer in San Doremi (Markus Müller und Stefan Schmidt), Adventure in San Doremi (Ben Bennett and Steve Smith) en Aventure à San Doremi (Louis Lemaître et Didier Dupont). Verder werd ook De erfenis van Nonkel Bibber in het Italiaans vertaald, met als titel L’eredità di zio Stupido. Nog dat jaar werd er ook een speciale versie van De dubbel-koolzure-soda-bom uitgebracht. In dit album wordt er zowel Nederlands, Engels, Duits als Russisch gesproken, verwijzend naar de taal die het personage spreekt. De titel werd, naast het Nederlands, ook in het Engels en Russisch op de cover gezet, respectievelijk The Double Carbonated Soda Bomb en двойная газированием бомба.

## Verhalen

### Eerste reeks (1951-1954)
Onderstaande verhalen verschenen tussen 1951 en 1954 in Het Handelsblad. Buldaarse Rhapsodie verscheen niet meer dagelijks. De week in krabbels en De plezante krant zijn geen Piet Pienter en Bert Bibber-verhalen, maar verzamelingen van tekeningen in de respectievelijke subsecties van Het Handelsblad. Personages uit Piet Pienter en Bert Bibber hebben hierin wel regelmatig een cameo.
| Nr.    | Titel                                | Publicatiedata            | Uitgavejaar album | Heruitgaves            | Aantal pagina's | Integraal           |
| ------ | ------------------------------------ | ------------------------- | ----------------- | ---------------------- | --------------- | ------------------- |
| 1      | Het vredeswapen                      | 16/04/1951 tot 24/07/1951 | 1984              | 1994, 2004, 2010, 2011 | 48              | Niet van toepassing |
| 2      | Het gestolen vredeswapen             | 28/07/1951 tot 30/11/1951 | 1984              | 1995, 2010, 2011       | 56              | Niet van toepassing |
| 3      | De verborgen schat                   | 10/12/1951 tot 01/04/1952 | 1998              | 2004                   | 56              | Niet van toepassing |
| 4      | De stalen zeemeermin                 | 08/04/1952 tot 15/08/1952 | 2009              | 2017, 2022             | 64              | Niet van toepassing |
| 5      | Bibbergeld                           | 26/08/1952 tot 07/01/1953 | 2004              | 2009                   | Onbekend        | Niet van toepassing |
| 6      | De diamantmijnen van Koningin Salami | 13/01/1953 tot 18/07/1953 | 2003              | 2009                   | Onbekend        | Niet van toepassing |
| 7      | El Rancho Grande                     | 30/07/1953 tot 02/01/1954 | 2011              | 2013, 2017             | 62              | Niet van toepassing |
| 8      | Bibber contra Tutter                 | 15/01/1954 tot 29/06/1954 | 2010              | 2013                   | Onbekend        | Niet van toepassing |
| 9      | Buldaarse Rhapsodie                  | 13/07/1954 tot 17/11/1954 | 2004              | Niet van toepassing    | Onbekend        | Niet van toepassing |
| N.v.t. | De week in krabbels                  | 14/10/1950 tot 31/01/1953 | 2004              | 2010                   | Onbekend        | Niet van toepassing |
| N.v.t. | De plezante krant                    | 25/09/1953 tot 03/04/1954 | 2009              | Niet van toepassing    | Onbekend        | Niet van toepassing |

### Tweede reeks (1955-1995)
Onderstaande verhalen verschenen tussen 1955 en 1987 in Gazet van Antwerpen.
| Nr. | Titel                                 | Publicatiedata            | Uitgavejaar album | Heruitgaves                                                                                          | Aantal pagina's | Integraal |
| --- | ------------------------------------- | ------------------------- | ----------------- | --- | --------------- | --------- |
| 1   | In het spoor van Sherlock Holmes      | 15/04/1955 tot 09/09/1955 | 1955              | 1956, 1957, 1961, 1964, 1967, 1971, 1975, 1980, 1981, 1983, 1984, 1986, 1988, 1995, 2009, 2017       | 52              | 1 (2020)  |
| 2   | De Inca-schat der Cordillera          | 10/09/1955 tot 06/01/1956 | 1956              | 1957, 1961, 1964, 1965, 1968, 1971, 1973, 1975, 1979, 1981, 1983, 1984, 1986, 1995, 2009             | 52              | 1 (2020)  |
| 3   | Het raadsel van de Schimmenburcht     | 07/01/1956 tot 11/05/1956 | 1956              | 1957, 1961, 1964, 1965, 1969, 1972, 1975, 1980, 1982, 1984, 1985, 1987, 1996, 2013                   | 55              | 1 (2020)  |
| 4   | Plakijzerpiraten                      | 12/05/1956 tot 07/09/1956 | 1956              | 1957, 1963, 1965, 1969, 1971, 1975, 1979, 1981, 1982, 1984, 1985, 1987, 1996, 2009                   | 52              | 1 (2020)  |
| 5   | De diamantmijnen van Koningin Salami  | 08/09/1956 tot 30/01/1957 | 1957              | 1959, 1963, 1965, 1967, 1969, 1973, 1974, 1976, 1980, 1981, 1983, 1984, 1986, 1998, 2008, 2009       | 63              | 1 (2020)  |
| 6   | De Kumulusformule                     | 31/01/1957 tot 30/05/1957 | 1957              | 1959, 1962, 1963, 1965, 1968, 1971, 1975, 1976, 1977, 1980, 1982, 1983, 1985, 1987, 1998             | 52              | 2 (2020)  |
| 7   | El Rancho Grande                      | 31/05/1957 tot 05/10/1957 | 1957              | 1958, 1963, 1964, 1965, 1969, 1972, 1974, 1975, 1979, 1981, 1982, 1984, 1985, 1988, 1998, 2009, 2013 | 56              | 2 (2020)  |
| 8   | Bibber contra Tutter                  | 07/10/1957 tot 18/02/1958 | 1958              | 1963, 1964, 1967, 1972, 1975, 1976, 1977, 1980, 1982, 1983, 1985, 1987, 1988, 1998, 2013             | 59              | 2 (2020)  |
| 9   | Buldaarse Rhapsodie                   | 19/02/1958 tot 20/06/1958 | 1958              | 1963, 1964, 1967, 1971, 1973, 1974, 1980, 1981, 1983, 1984, 1986, 2000                               | 54              | 2 (2020)  |
| 10  | De stralende meteoor                  | 21/06/1958 tot 20/11/1958 | 1959              | 1963, 1964, 1967, 1971, 1975, 1980, 1982, 1984, 1985, 1987, 1998, 2009, 2013                         | 54              | 3 (2020)  |
| 11  | Avontuur in San Doremi                | 21/11/1958 tot 09/04/1959 | 1959              | 1961, 1964, 1967, 1972, 1975, 1980, 1982, 1984, 1985, 1987, 1998, 2015, 2019                         | 61              | 3 (2020)  |
| 12  | Storm over Akhabakhadar               | 10/04/1959 tot 29/08/1959 | 1959              | 1963, 1964, 1967, 1971, 1973, 1974, 1980, 1981, 1983, 1984, 1986, 1996, 2019                         | 54              | 3 (2020)  |
| 13  | De anti-zwaartekracht-generator       | 31/08/1959 tot 31/12/1959 | 1960              | 1963, 1965, 1969, 1972, 1975, 1980, 1982, 1984, 1985, 1987, 1997, 2014, 2019                         | 53              | 3 (2020)  |
| 14  | Het straalgas-mysterie                | 01/01/1960 tot 17/05/1960 | 1960              | 1963, 1964, 1965, 1971, 1975, 1976, 1977, 1980, 1982, 1983, 1985, 1987, 1997                         | 60              | 4 (2020)  |
| 15  | De barbier van Bombilla               | 18/06/1960 tot 18/10/1960 | 1960              | 1963, 1964, 1967, 1969, 1972, 1974, 1976, 1980, 1981, 1983, 1985, 1986, 1998, 2009                   | 54              | 4 (2020)  |
| 16  | De verborgen schat                    | 05/11/1960 tot 07/03/1961 | 1961              | 1963, 1965, 1967, 1969, 1972, 1974, 1976, 1980, 1981, 1983, 1985, 1986, 1996                         | 53              | 4 (2020)  |
| 17  | De vloek van Toetan Kanon             | 10/03/1961 tot 07/07/1961 | 1961              | 1963, 1965, 1967, 1969, 1972, 1974, 1975, 1977, 1979, 1981, 1983, 1984, 1985, 1996, 1999, 2011       | 52              | 4 (2020)  |
| 18  | De dubbel-koolzure-soda-bom           | 11/09/1961 tot 29/01/1962 | 1962              | 1963, 1965, 1968, 1971, 1973, 1974, 1980, 1981, 1983, 1984, 1986, 1989, 1997, 2012                   | 62              | 5 (2021)  |
| 19  | Herrie om Carolus Magnus              | 21/02/1962 tot 20/12/1962 | 1963              | 1965, 1967, 1969, 1972, 1974, 1976, 1980, 1981, 1983, 1985, 1986, 1997, 2018, 2021                   | 52              | 5 (2021)  |
| 20  | De diktator van San Doremi            | 21/12/1962 tot 20/04/1963 | 1963              | 1964, 1965, 1968, 1971, 1975, 1976, 1980, 1982, 1983, 1985, 1987, 1998                               | 53              | 5 (2021)  |
| 21  | Straalgoud                            | 22/04/1963 tot 19/08/1963 | 1963              | 1964, 1965, 1968, 1971, 1973, 1975, 1976, 1980, 1982, 1983, 1985, 1987, 1997                         | 52              | 5 (2021)  |
| 22  | De diadeem van Swaba                  | 02/09/1963 tot 18/01/1964 | 1964              | 1967, 1969, 1971, 1975, 1976, 1977, 1980, 1982, 1983, 1985, 1986, 1998                               | 60              | 6 (2021)  |
| 23  | Bulderlachgas                         | 02/12/1964 tot 05/04/1965 | 1965              | 1968, 1971, 1973, 1975, 1976, 1980, 1982, 1983, 1985, 1987, 1998, 2009, 2018                         | 53              | 6 (2021)  |
| 24  | Invasie uit het heelal                | 07/04/1965 tot 05/08/1965 | 1965              | 1968, 1971, 1973, 1975, 1977, 1979, 1981, 1983, 1984, 1985, 1986, 1998, 2022                         | 52              | 6 (2021)  |
| 25  | De tijdmachine                        | 04/07/1967 tot 03/11/1967 | 1967              | 1971, 1974, 1975, 1976, 1979, 1981, 1982, 1984, 1985, 1987, 1997                                     | 52              | 6 (2021)  |
| 26  | Hypnosepillen                         | 22/06/1968 tot 21/10/1968 | 1968              | 1971, 1972, 1974, 1976, 1980, 1981, 1983, 1984, 1985, 1988, 1997                                     | 51              | 7 (2021)  |
| 27  | Het geval "Warwinkel"                 | 22/02/1969 tot 28/06/1969 | 1969              | 1971, 1975, 1976, 1980, 1982, 1983, 1985, 1987, 1997, 2017                                           | 52              | 7 (2021)  |
| 28  | Superbrandstof en pikante saus        | 25/07/1970 tot 24/11/1970 | 1971              | 1973, 1975, 1977, 1979, 1981, 1983, 1984, 1985, 1989, 1996                                           | 52              | 7 (2021)  |
| 29  | De dubbelganger                       | 01/06/1973 tot 20/09/1973 | 1973              | 1974, 1980, 1981, 1982, 1984, 1985, 1989, 1997, 2013                                                 | 47              | 7 (2021)  |
| 30  | Warwinkel in de war                   | 31/07/1974 tot 30/11/1974 | 1974              | 1976, 1979, 1981, 1982, 1984, 1985, 1988, 1998                                                       | 53              | 8 (2021)  |
| 31  | Polarisatie-preparaat XX              | 19/08/1975 tot 05/12/1975 | 1975              | 1980, 1981, 1983, 1984, 1986, 1988, 1997                                                             | 47              | 8 (2021)  |
| 32  | Hokus-focus-flits                     | 19/08/1976 tot 03/12/1976 | 1976              | 1980, 1981, 1983, 1984, 1986, 1989, 1995                                                             | 46              | 8 (2021)  |
| 33  | Gedonder in Bommelheide               | 03/09/1977 tot 19/12/1977 | 1977              | 1980, 1981, 1982, 1984, 1985, 1986, 1988, 1997                                                       | 46              | 8 (2021)  |
| 34  | De zaak Blinkstein                    | 26/05/1978 tot 09/09/1978 | 1978              | 1980, 1981, 1982, 1984, 1985, 1987, 1997, 2008                                                       | 46              | 9 (2022)  |
| 35  | Operatie "Diepvries"                  | 18/04/1979 tot 03/08/1979 | 1979              | 1981, 1982, 1983, 1987, 1996, 2009                                                                   | 46              | 9 (2022)  |
| 36  | De erfenis van Nonkel Bibber          | 10/09/1980 tot 26/12/1980 | 1980              | 1981, 1982, 1984, 1985, 1986, 1997, 2009, 2015                                                       | 48              | 9 (2022)  |
| 37  | Atoombrandstof Warwinkelarium         | 24/08/1981 tot 07/12/1981 | 1981              | 1983, 1985, 1986, 1988, 1997, 2014, 2015                                                             | 46              | 9 (2022)  |
| 38  | Zangkwintet "De lange asem"           | 17/07/1982 tot 02/11/1982 | 1982              | 1984, 1985, 1986, 1989, 1997, 2012                                                                   | 46              | 10 (2022) |
| 39  | Marie Huana                           | 10/09/1983 tot 27/12/1983 | 1983              | 1986, 1997, 2006, 2007, 2011                                                                         | 46              | 10 (2022) |
| 40  | Hypnose-stralen                       | 15/11/1984 tot 02/03/1985 | 1985              | 1986, 1989, 1996, 2011, 2012                                                                         | 46              | 10 (2022) |
| 41  | Systeem Kleerkast                     | 22/09/1986 tot 08/01/1987 | 1986              | 1987, 1995, 2009, 2011                                                                               | 46              | 10 (2022) |
| 42  | De supersonische schokgolf-oscillator | 16/12/1988 tot 31/03/1989 | 1989              | 1993, 2000, 2011                                                                                     | 46              | 11 (2022) |
| 43  | Intermezzo in Hamaj'Oewait            | 17/11/1989 tot 03/03/1990 | 1990              | 1993, 1994, 2000, 2011                                                                               | 46              | 11 (2022) |
| 44  | Vakantie in Pandorra                  | 02/11/1991 tot 18/02/1992 | 1993              | 2000, 2011, 2012                                                                                     | 46              | 11 (2022) |
| 45  | Susan bij de Knobbelgilde             | 08/05/1995 tot 24/08/1995 | 1995              | 1996, 2006, 2009, 2010, 2011, 2015                                                                   | 46              | 11 (2022) |

### Kortverhalen
In 1958, tijdens het maken van De stralende meteoor, kende Pom een korte burn-out. Gazet van Antwerpen vroeg hierdoor aan Gaston Ebinger om tijdelijk in te vallen. Ebinger schreef, als "Mop", een verhaal over hoe Pom gekidnapt werd en daardoor het verhaal tijdelijk werd gepauzeerd. In 2009 gaf Uitgeverij 't Mannekesblad het kortverhaal, met als titel Intermezzo voor Privé-detectives, in een oplage van tien exemplaren uit. Aanvankelijk was het de bedoeling om het verhaal volwaardig uit te brengen, ter ere van het vijftig jarige bestaan, maar door technische problemen ging dit niet door.
In 2016 verscheen een album van Jeugdhuizen Klein-Brabant Rupelstreek, met daarin een tot dan toe onbekend kortverhaal getiteld Dag van de Macht of de Turbulente Avonturen van Piet Pienter en Bert Bibber. In 2017 verscheen ditzelfde verhaal in het twaalfde deel van het Pom Archief. Met een oplage van amper 45 exemplaren is het echter een zeer zeldzaam verhaal geworden. Het is onduidelijk waarvoor en wanneer dit verhaal getekend is, aangezien Pom bij de eerste bekende uitgave in 2016 al overleden was.
| Titel                                                                       | Oorspronkelijke publicatiedatum | Uitgavejaar album |
| --------------------------------------------------------------------------- | ------------------------------- | ----------------- |
| Intermezzo voor detectives                                                  | 1958                            | 2009              |
| Dag van de Macht of de Turbulente Avonturen van Piet Pienter en Bert Bibber | Onbekend                        | 2016, 2017        |

### Hommages
Onderstaande verhalen hebben Piet Pienter en Bert Bibber wel als hoofdpersonages, maar werden niet door Pom gemaakt. Ze dienen als hommagealbums en behoren bijgevolg niet tot de oorspronkelijke reeks.
| Titel                     | Bedenker                       | Uitgavejaar album | Opmerking                                          |
| ------------------------- | ------------------------------ | ----------------- | -------------------------------------------------- |
| Avontuur in de 21ste eeuw | Tom Bouden                     | 2010              | Door Pom goedgekeurd                               |
| Op het spoor van Pom      | Zestig stripmakers             | 2011              | Ter ere van de zestigste verjaardag van de reeks   |
| De geniale soepselder     | Charel Cambré en Marc Legendre | 2021              | Ter ere van de zeventigste verjaardag van de reeks |

### Compilaties
Naast de integrales van Standaard Uitgeverij werden de eerste twee verhalen gebundeld in 1981, ter ere van hun dertig jarig bestaan. De aankondigingsstroken van alle titels werden in 2020 illegaal gebundeld in een album.
| Titel                         | Inhoud                                         | Uitgavejaar album |
| ----------------------------- | ---------------------------------------------- | ----------------- |
| 30 jaar - Het geval Pom       | Het vredeswapen Het gestolen vredeswapen       | 1981              |
| Alle aankondigingen 1951-1995 | Illegale uitgave van alle aankondigingsstroken | 2020              |

### Gastoptredens
Pom liet zijn personages uitzonderlijk verschijnen in andere stripreeksen. De gastoptredens in Marsmannen van Venus en De valse Basuras tekende hijzelf, die in Paniek in Stripland werd door Tom Bouden getekend en die in Het ABC van de strip door Luk De Ryck. Susan staat bij dit laatste album in het groot op de cover, Piet, Bert en Kumulus maken hun opwachting in het album.
| Titel                | Reeks                      | Uitgavejaar album | Heruitgaves         |
| -------------------- | -------------------------- | ----------------- | ------------------- |
| Marsmannen van Venus | Merlina                    | 1985 (krant)      | 1986                |
| De valse Basuras     | Harry Humus                | 1990 (krant)      | 2004, 2014          |
| Paniek in Stripland  | Kroepie en Boelie Boemboem | 2008              | Niet van toepassing |
| Het ABC van de strip | -                          | 2021              | Niet van toepassing |

### Overige
Naast bovenstaande uitgaves zijn ook de special van Brabant Strip Magazine en de bijlage bij Systeem Kleerkast vermeldingswaardige onderdelen van deze reeks.
| Titel                                         | Opmerking                              | Uitgavejaar album | Heruitgaves         |
| --------------------------------------------- | -------------------------------------- | ----------------- | ------------------- |
| In het spoor van Pom                          | Special van het Brabant Strip Magazine | 2002              | Niet van toepassing |
| Zonder Punt Of Komma Door Commissaris Knobbel | Bijlage bij Systeem Kleerkast          | 2009              | 2013                |

## Verschillen tussen deHet Handelsblad- enGazet van Antwerpen-versies
Enkele van de hierboven genoemde titels verschenen hertekend en verhaalkundig herwerkt in de Gazet van Antwerpen.
Het vredeswapenNiet hertekend.
Het gestolen vredeswapenNiet hertekend. Een deel stroken zal later wel (hertekend) gebruikt worden in In het spoor van Sherlock Holmes.
De verborgen schatIn deze eerste versie is de schat in kwestie geen erfenis, maar de buit van een struikrover genaamd Guttmans. Deze naam verwijst naar econoom en Minister van Financiën Camille Gutt. In dit verhaal verschijnt journalist Jaak Borstelmans ten tonele. Borstelmans is in alles, behalve naam, Theo Flitser. Een deel van de tekeningen is later opnieuw gebruikt in Het raadsel van de Schimmenburcht (inbraak in de bank) en De Kumulus-formule (inbraak bij Piet en Bert thuis).
De stalen zeemeerminDit verhaal verscheen - inhoudelijk gewijzigd - in 1956 in Gazet van Antwerpen als Plakijzerpiraten. In dit verhaal maken Piet en Bert kennis met de Amerikaanse miljonaire Susan en haar oom J.J.J. Truelmann. Een deel stroken zal later (hertekend) gebruikt worden in In het spoor van Sherlock Holmes.
BibbergeldEen embryonale versie van Het raadsel van de Schimmenburcht.
De diamantmijnen van koningin SalamiDeze versie volgt grosso modo de latere Gazet van Antwerpen-versie. Niettemin telt de oudere versie een twintigtal stroken meer.
El Rancho GrandeVerhaalkundig geen verschillen met de hertekende versie.
Bibber contra TutterVerhaalkundig geen verschillen met de hertekende versie.
Buldaarse RhapsodieDit is het kortste en tevens laatste verhaal in Het Handelsblad. De aanleiding voor de reis naar Bulderije is een andere dan die in de Gazet van Antwerpen-versie en ook de uitvinding verschilt in beide versies.

## Waardering
In 1988 ontving bedenker Pom van de Belgische Kamer van Experts van de Strip een prijs voor zijn hele oeuvre. Dit gebeurde gedurende de nationale stripprijzen op de Brusselse boekenbeurs. In 2014 werd in Temse een straat gedoopt tot de Piet Pienter en Bert Bibberlaan. Datzelfde jaar stond het album Avontuur in San Doremi in de top vijf van de beste Belgische stripverhalen. In 2016 werd een stripmuur van Piet Pienter en Bert Bibber onthuld in Deurne. De stripmuur werd ontworpen door Ben Seys. In 2022 werden twee nieuwe straten in de Boechoutse Vogeltjeswijk Piet Pienterpad en Bert Bibberpad gedoopt. De wijk sluit aan op de Mussenhoevelaan, waar Pom woonde van 1952 tot 1967.